# 一山東部警察署
一山東部警察署（イルサンドンブけいさつしょ）は、京畿北部地方警察庁所管の警察署である。

## 管轄区域
- 高陽市のうち一山東区

## 沿革
- 1999年12月28日 - 一山警察署として開設。高陽警察署が管轄していた一山区内の地区隊と派出所を当警察署に移管
- 2016年12月5日 - 一山西部警察署開設に伴い、一山東部警察署に改名。管轄区域が一山東区のみになる。

## 管轄地区隊
- 注葉地区隊
- 馬頭地区隊
- 大化地区隊
- 炭峴地区隊

## 管轄派出所
- 松浦派出所
- 楓寺派出所

## 管轄治安センター
- 馬頭2治安センター